# ایرم هرمان
ایرم هرمان (انگلیسی: Irm Hermann؛ زادهٔ ۴ اکتبر ۱۹۴۲ – درگذشتهٔ ۲۶ مهٔ ۲۰۲۰) یک هنرپیشه اهل آلمان بود. هرمان در ۲۶ مه ۲۰۲۰ در سن ۷۷ سالگی پس از ابتلا به یک بیماری جدی در گذشت. 
از فیلم‌ها یا برنامه‌های تلویزیونی که وی در آن نقش داشته است می‌توان به افی بریست، ترس روح را می‌خورد، زنی در برلین، عشق از مرگ سردتر است، تاجر چهار فصل، کوه جادو، ویتسک، پیروزی اشاره کرد.